# Highland (Lake County, Indiana)

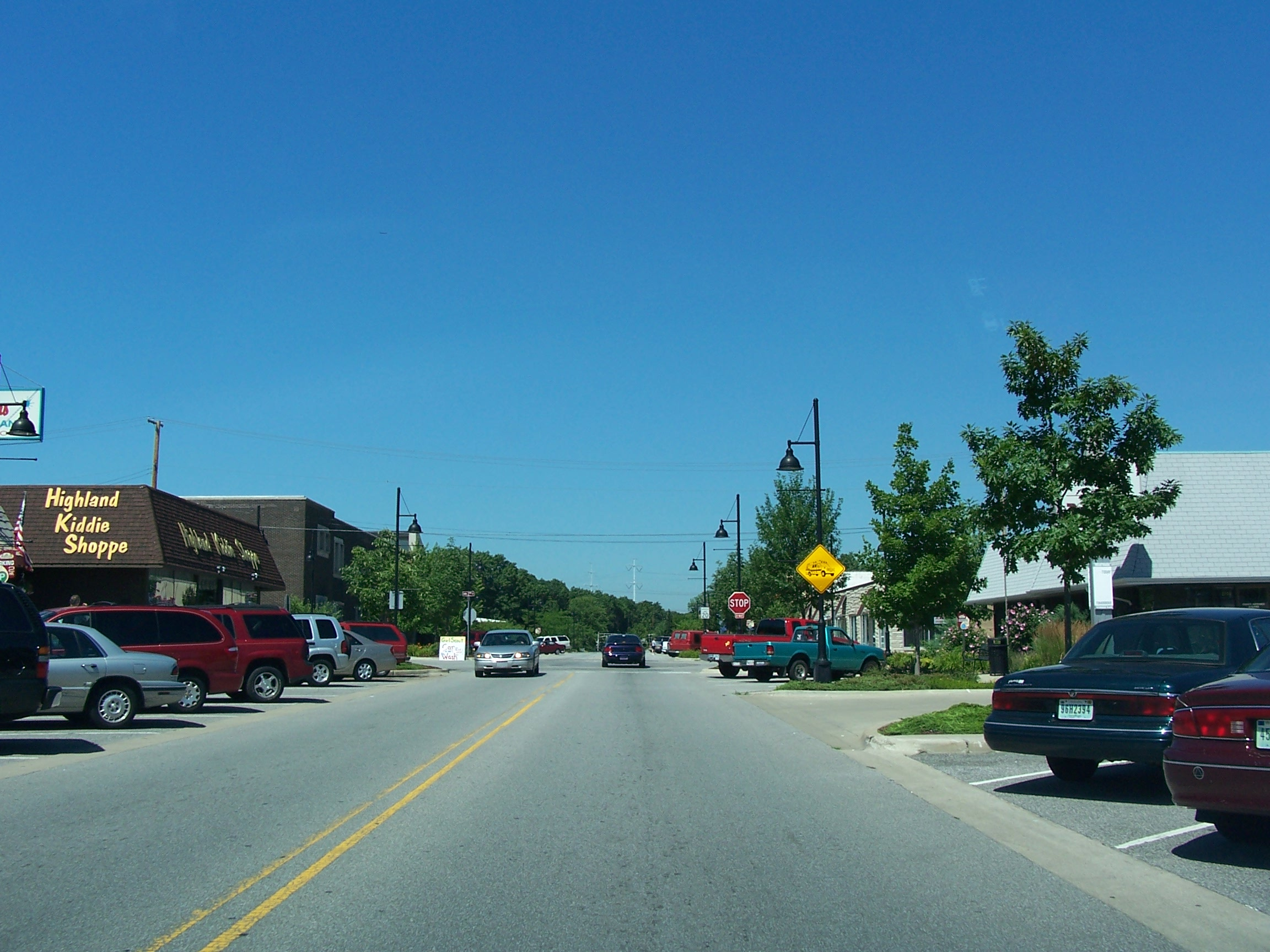
Highland, Indiana

Highland ist eine Kleinstadt (town) im North Township des Lake County im US-Bundesstaat Indiana. Die Einwohnerzahl beträgt 22.316 (Stand 2019). Die Siedlung ist Teil der Metropolregion Chicago.

## Geschichte
Im Jahr 1847 wurden zwei Pioniere aus Ohio, Michael und Judith Johnston, die ersten Siedler von Highland. Die Stadt expandierte langsam bis in die frühen 1880er Jahre, als die Entwicklung der Chicago & Atlantic-Eisenbahnstrecke durch die Stadt Landwirtschaft und verarbeitende Industrie anlockte. Niederländische Siedler begannen kurz darauf, aus dem nahe gelegenen Munster nach Highland zu ziehen. Als Highland 1910 als Gemeinde gegründet wurde, lebten dort 304 Menschen. Als Vorstadt von Chicago erlebte die kleine Siedlung nach Ende des Zweiten Weltkriegs ein starkes Bevölkerungswachstum.

## Demografie
Nach einer Schätzung von 2019 leben in Highland 22.316 Menschen. Die Bevölkerung teilt sich im selben Jahr auf in 82,2 % Weiße, 5,0 % Afroamerikaner, 0,7 % amerikanische Ureinwohner, 2,5 % Asiaten und 4,0 % mit zwei oder mehr Ethnizitäten. Hispanics oder Latinos aller Ethnien machten 15,4 % der Bevölkerung aus. Das mittlere Haushaltseinkommen lag bei 67.281 US-Dollar und die Armutsquote bei 7,8 %.